# 都城北バスストップ
都城北バスストップ（みやこのじょうきたバスストップ）は、宮崎県都城市の宮崎自動車道上にある高速バス専用のバス停留所である。

## 停車するバス路線
以下の宮崎（および周辺地域）発着の高速バスが停車する。「なんぷう号」のみ宮崎 - 都城北の相互間の利用も可能。
| 路線               | 運行会社                                    | 下り線側方面               | 上り線側方面                         |
| ------------------ | ------------------------------------------- | -------------------------- | ------------------------------------ |
| B&Sみやざき号      | 宮崎交通 JR九州バス 産交バス                | （降車のみ）               | 新八代駅                             |
| なんぷう号         | 宮崎交通 九州産交バス                       | 宮崎（宮交シティ・宮崎駅） | 熊本（桜町BT・熊本駅・西部車庫）     |
| ブルーロマン号     | 宮崎交通 長崎県交通局                       | （降車のみ）               | 大村IC・諫早・長崎                   |
| フェニックス号     | 宮崎交通 JR九州バス 九州産交バス 西日本鉄道 | （降車のみ）               | 高速基山・福岡（博多BT・天神高速BT） |
| みとシティライナー | 美登観光バス                                | （降車のみ）               | 新八代駅・福岡（博多駅）             |
| サンマリンライナー | 南九州観光バス                              | （降車のみ）               | 熊本（益城）・福岡（博多駅）         |
| マンゴーライナー   | 宮崎交通                                    | （降車のみ）               | 鹿児島空港                           |

### かつて停車していた主なバス路線
- 宮崎 - 大阪「あおしま号」（近畿日本鉄道・宮崎交通） - 1999年3月より運行休止。
- 宮崎 - 神戸・大阪・京都「おひさま号」（近鉄バス）- 2008年12月1日運行開始、2016年10月1日より運行休止。
- 都城（蓑原） - 新八代駅「新幹線リレーバス」（鹿児島交通観光バス）- 2011年3月12日の同路線運行開始から同路線廃止の2012年9月30日まで。
- 宮崎 - 鹿児島「はまゆう号」（宮崎交通・南国交通） - 2021年4月1日より運行休止。

## 隣接するバス停
高崎東BS - 都城北BS - 高城BS

## 一般路線バスの最寄りバス停留所
- 宮崎交通「高速都城北入口」 - 当バス停東側約250mの宮崎自動車道の下を通る道路上に設置されている。宮崎・宮崎空港 - 都城間の特急バス(高城BS以東は宮崎自動車道経由)が停車する。
  - 都城市中心部（都城駅・北原町・市立図書館前・西都城駅前バスセンター）方面・宮崎市（清武・宮崎空港・宮交シティ・宮崎駅）方面
- 高崎観光バス「都城北高速BS」 - 下り線側のりば前に設置。都城市役所 - 炭床間の路線バスが停車する。
  - 祝吉・栄町・都城市役所・炭床方面

## 隣
E10 宮崎自動車道
(2)高原IC/BS - (PA)日向高崎PA - (BS)高崎東BS - (BS)都城北BS - (3)都城IC